# Guiyang
Guiyang (uttalas [gwi'jɑŋ']), tidigare känd som Kweiyang, är en stad på prefekturnivå och huvudstad i provinsen Guizhou i sydvästra Kina. Staden, som har en yta på cirka 2 350 km², är ett industriellt centrum med 1,161 miljoner invånare i stadskärnan och sammanlagt 3,06 miljoner i hela stadskommunen (år 2004). 

## Näringsliv
Guiyang ligger längs huvudvägen mellan Kunming och Chongqing. Staden användes under andra världskriget av amerikanerna som flygbas. Den är också en järnvägsknutpunkt sedan 1959. I staden produceras bland annat textilier, konstgödsel, maskinredskap, petroleum, gummiprodukter, cement och papper. Viktiga kol- och bauxitgruvor finns i närheten.

## Administrativ indelning
Guiyang indelas i sex stadsdistrikt, tre härad och en stad på häradsnivå:
- Stadsdistriktet Guanshanhu (观山湖区);
- Stadsdistriktet Nanming (南明区);
- Stadsdistriktet Yunyan (云岩区);
- Stadsdistriktet Huaxi (花溪区);
- Stadsdistriktet Wudang (乌当区);
- Stadsdistriktet Baiyun (白云区);
- Häradet Kaiyang (开阳县);
- Häradet Xiuwen (修文县);
- Häradet Xifeng (息烽县);
- Staden Qingzhen (清镇市).